# 아이오닉 포레스트
아이오닉 포레스트는 현대자동차와 트리플래닛의 친환경 사회공헌 사업이다.

## 상세

#### 수도권 미세먼지 줄이기
- 기간: 2016년 ~ 2020년
- 장소: 수도권 쓰레기 매립지
- 내용: 약 2만 3,250그루의 나무를 심었으며, 연간 225t의 이산화탄소와 1,100kg의 미세먼지를 흡수한다.[1] 아이오닉 롱기스트 런 및 아이오닉 포레스트 나무심기 등의 행사와 함께 진행했다.

#### 교실 내 미세먼지 줄이기
- 기간: 2019년 ~ 2020년
- 장소: 수도권 내 초등학교
- 내용: 수도권 33개 초등학교 924개 교실에 공기정화 식물 10그루 씩 총 9,240 그루를 지원했다. 교실 내 평균 습도는 10% 상승했고, 미세먼지는 30%, 초미세먼지는 20% 줄었다.

#### 친환경 숲 길 조성
- 기간: 2021년 ~ 현재
- 장소: 국립신시도자연휴양림
- 내용: 동백나무 300그루를 포함한 총 3,100그루의 나무 심기 및 플로깅, 클린 하이킹 등을 진행했다.[2] 신시도 전체를 순환하는 셔틀카 아이오닉 5를 지원했다.[3]

## 같이 보기
- 신시도